# Grupo amino

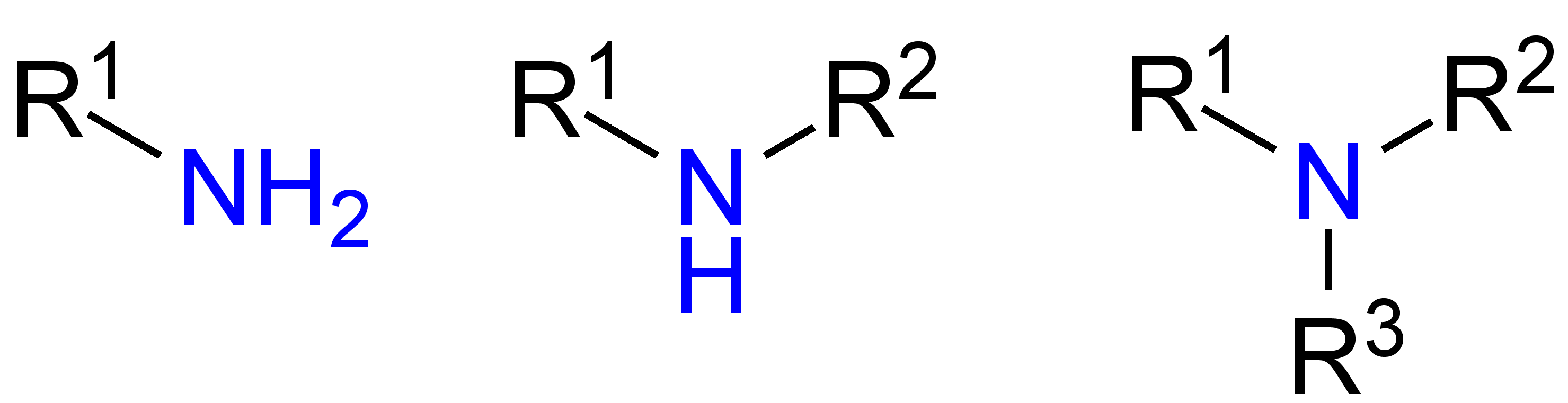
Amina primaria, secundaria y terciaria.

En química orgánica, un grupo amino es un grupo funcional derivado del amoníaco o alguno de sus derivados alquilados por eliminación de uno de sus átomos de hidrógeno. Se formula según su procedencia como -NH2, -NRH o -NR2. Un compuesto que contiene un grupo amino es una amina o una amida.
Aminoácidos vienen de este concepto
Los grupos amino, y las aminas, se clasifican según la cantidad de sustituyentes diferentes al hidrógeno en aminas primarias (RNH2), secundarias (R2NH), terciarias (NR3) y cuaternarias ((NR4) +).
El grupo amino, dado el par de electrones no compartido del nitrógeno tiene un comportamiento básico. 
En química aromática el grupo amino se caracteriza por ser un grupo muy activo, dada la posibilidad del par de electrones no compartido, de entrar en resonancia dentro del anillo.
- Datos: Q1210630
- Multimedia: Amino groups / Q1210630